# 아마존 에코
아마존 에코(Amazon Echo, 간단히 에코)는 아마존닷컴이 개발한 스마트 스피커이다. 이 장치는 9.25 인치(23.5 cm) 높이의 원기둥 모양의 스피커로서, 7피스 빔포밍를 갖추고 있다. 이 장치는 "알렉사"(Alexa)라는 이름에 반응하는 음성 통제 가상 비서 서비스 알렉사에 연결된다. 깨우는 낱말(wake word)은 사용자에 의해 "아마존", "에코", "컴퓨터"로 변경이 가능하다. 이 장치는 음성 상호작용, 음악 재생, 할 일 목록 만들기, 알람 설정, 스트리밍 팟캐스트, 오디오북 재생, 날씨, 트래픽 및 기타 실시간 정보 제공을 할 수 있다. 또한 스마트 홈 허브 역할을 하면서 자신이 직접 여러 스마트 장치를 통제할 수 있다. 
아마존은 확인된 보고서에 따르면 적어도 2010년 이후로 메사추세츠 주 케임브리지와 실리콘 밸리의 랩126 오피스 내부에서 에코를 개발하고 있다. 이 장치는 킨들 전자책을 넘어 장치를 확대하는 아마존의 최초의 시도 가운데 하나이다. 에코는 2016년 아마존의 슈퍼볼 광고에 등장하였다.
에코는 처음에 아마존 프라임 회원 또는 초대를 통해서만 이용이 가능했으나 2015년 6월 23일에 미국에서 널리 구매할 수 있게 되었다.

## 변종
에코의 하드웨어 부품에는 텍사스 인스트루먼트 DM3725 ARM Cortex-A8 프로세서, 256MB의 LPDDR1 RAM, 4GB의 기억 공간이 있다.

### 연결
에코는 듀얼 밴드 와이파이 802.11a/b/g/n, 오디오 스트리밍을 위한 블루투스 A2DP(Advanced Audio Distribution Profile) 지원, 연결된 모바일 장치의 음성 제어를 위한 AVRCP(Audio/Video Remote Control Profile)를 제공한다.

## 같이 보기
- 구글 홈
- 홈팟